# Lac Blue Mountain (Arkansas)
Le lac Blue Mountain est un lac de barrage créé par la construction d'un barrage sur la rivière rivière Petit Jean en 1940. Ce lac artificiel est situé entièrement dans l'État de l'Arkansas aux États-Unis. 

## Géographie
Le lac Blue Mountain est situé au Nord des montagnes Ouachita et au Sud du Mont Magazine, le plus haut sommet de l'Arkansas. Le lac est alimenté par la rivière Petit Jean sur laquelle fut édifié le barrage en 1940. Le lac artificiel s'écoule ensuite en aval par son émissaire la rivière Petit Jean jusqu'à sa confluence avec la rivière Arkansas.
Les villes les plus proches sont Booneville et Danville. Le lac Blue Mountain s'étend près de la Forêt nationale d'Ouachita, zone forestière protégée des États-Unis.